# MO Водолея
MO Водолея (лат. MO Aquarii) — двойная затменная переменная звезда типа W Большой Медведицы (EW) в созвездии Водолея на расстоянии приблизительно 595 световых лет (около 182 парсеков) от Солнца. Видимая звёздная величина звезды — от +10,28m до +9,95m. Орбитальный период — около 0,3981 суток (9,5554 часов).

## Характеристики
Первый компонент — жёлтая звезда спектрального класса G. Эффективная температура — около 5853 К.